# Лооритс, Оскар
Оскар Лооритс (эст. Oskar Loorits; 27 октября (9 ноября) 1900, Кыпу, Вильяндимаа — 12 декабря 1961, Уппсала) — эстонский фольклорист и религиовед. Один из 12 первых академиков Эстонской академии наук (1938).

## Биография
Оскар Лооритс родился 27 октября (9 ноября) 1900 года в селе Супси волости Кыпу в семье служащего. Ходил в волостную школу, затем с 1914 по 1917 год посещал Александровскую гимназию города Тарту. В 1919 году окончил гимназию города Вильянди.
С 1919 по 1922 года изучал лингвистику и фольклор в Тартуском университете, где его преподавателем был Вальтер Андерсон. В 1923 году получил степень магистра, а в 1926 году — докторскую степень, защитив диссертацию на тему «Liivi rahva usund». Между 1927 и 1941 годами он был преподавателем эстонской и сравнительной этнографии (в течение последних трёх был заведующим кафедрой, сменив Андерсона). С 1927 по 1942 год он был также директором Eesti Rahvaluule Arhiiv (архив эстонского фольклора).
В 1925 году он стал членом Общества финской литературы, в 1933 году — членом Финно-угорского общества. В 1938 году стал одним из первых 12 академиков, назначенных во вновь созданную Академию наук Эстонии.
В 1944 году перед приходом советских войск Лооритс бежал в Швецию и работал там до 1947 года ассистентом в архиве Уппсала. Затем с 1947 года и до своей смерти он работал научным сотрудником организации Dialekt- och folkminnesarkivet (архив диалектов и народных песен) Уппсальского университета.
Скончался 12 декабря 1961 года в Уппсале (по другим данным — в Стокгольме). В 2000 году его останки были перезахоронены на кладбище Раади в Тарту.
Автор более 500 публикаций. Характеризовался как даровитый, работоспособный, но — неуравновешенный (вчера — друг, сегодня — нет), увлекающийся человек. Был известен своими критическими оценками, в написанных за
рубежом воспоминаниях многим нанёс обиды.
Энтузиаст-исследователь ливского фольклора, стремился пробудить национальный дух в ливах и добиться их автономии. Ездил без визы на велосипеде через границу в ливские районы Латвии, не раз высылался латвийскими властями.

## Сочинения
- Livonian fairy tales and fables variants. Helsingfors 1926 (Folklore Fellows' Communications Vol 21, 1 = No. 66).
- Estonian folk poetry and mythology. Tartu 1932.